# Gerontology Research Group
Gerontology Research Group – amerykańska organizacja naukowo-badawcza założona w 1990 roku i mająca siedzibę w Los Angeles (w Kalifornii).
Podstawowym celem tej instytucji są badania nad gerontologią w celu  opóźnienia procesów starzenia się organizmów. Zajmuje się również uwierzytelnianiem wieku najstarszych osób na świecie, w tym superstulatków.